# Hemigypsina
Hemigypsina es un género de foraminífero bentónico considerado un sinónimo posterior de Gypsina de la familia Acervulinidae, de la superfamilia Acervulinoidea, del suborden Rotaliina y del orden Rotaliida. Su especie tipo era Gypsina mastelensis. Su rango cronoestratigráfico abarcaba el Holoceno.

## Clasificación
Hemigypsina incluye a las siguientes especies:
- Hemigypsina mastelensis